# زدآی‌اس-۱۱۰
زدZIS-110 (ZIS-۱۱۰) خودرویی است که در سال‌های ۱۹۴۶ تا ۱۹۵۸ (محتملا ۱۹۶۱) تولید شده‌است.
این خودرو در کلاس خودرو سایز بزرگ قرار گرفته، طراحی آن خودروهای موتور جلو-محور عقب بوده طول آن در حالت طبیعی ۶٬۰۰۰ میلیمتر (۲۳۶٫۲ اینچ)، عرض آن در حالت طبیعی ۱٬۹۶۰ میلیمتر (۷۷٫۲ اینچ) و ارتفاع آن در حالت طبیعی ۱٬۷۳۰ میلیمتر (۶۸٫۱ اینچ) و وزن آن در حالت طبیعی ۲٬۵۷۵ کیلوگرم (۵٬۶۷۷ پوند) است.
موتور آن ۶۰۰۵ سی‌سی سیستم جعبه‌دندهٔ آن ۳ دنده است.